# Turn- und Sportverein Herrsching 2022-2023
Questa voce raccoglie le informazioni riguardanti il Turn- und Sportverein Herrsching nelle competizioni ufficiali della stagione 2022-2023.

## Stagione
Il Turn- und Sportverein Herrsching partecipa alla stagione 2022-23 con la denominazione sponsorizzata WWK Volleys Herrsching.
In 1. Bundesliga ottiene un sesto posto in regular season, che vale l'accesso al turno intermedio, dal quale si qualifica ai play-off scudetto, dove viene eliminato ai quarti di finale dal Dürener. Raggiunge i quarti di finale anche in Coppa di Germania, venendo estromesso dal torneo per opera del Friedrichshafen, mentre in Coppa di Lega, dopo la sconfitta ai quarti di finale, si classifica al sesto posto.
Disputa la sua prima competizione internazionale, prendendo parte alla Coppa CEV, senza però andare oltre i trentaduesimi di finale, eliminato nel doppio confronto con gli svizzeri dell'Amriswil.

## Organigramma societario
Area direttiva
- Presidente: Fritz Frömming

Area tecnica
- Allenatore: Thomas Runner
- Allenatore in seconda: Maximilian Hauser, Uwe Lindemann
- Assistente allenatore: Michael Mattes
- Scoutman: Michael Mattes, Eric Nestler

Area sanitaria
- Medico: Daniel Altmann, Andreas Kugler
- Fisioterapista: Christopher Böddecker, Lena Hausner, Robin Lücke, Christoph Mattes

## Rosa
| N° | Nome              | Ruolo | Data di nascita   | Nazionalità sportiva |
| -- | ----------------- | ----- | ----------------- | -------------------- |
| 1  | Đorđe Ilić        | C     | 23 settembre 1994 | Serbia               |
| 2  | Albert Hurt       | S     | 22 aprile 1999    | Estonia              |
| 3  | James Shaw        | P     | 5 marzo 1994      | Stati Uniti          |
| 4  | Stijn van Tilburg | O     | 7 aprile 1996     | Paesi Bassi          |
| 5  | Jonas Sagstetter  | S     | 21 aprile 1999    | Germania             |
| 7  | Ferdinand Tille   | L     | 8 dicembre 1988   | Germania             |
| 8  | Jonas Kaminski    | O     | 8 maggio 1996     | Germania             |
| 9  | Iven Ferch        | C     | 18 settembre 1997 | Germania             |
| 10 | Thiago Silva      | S     | 7 dicembre 1994   | Brasile              |
| 11 | Norbert Engemann  | C     | 17 settembre 1997 | Germania             |
| 12 | Laurenz Welsch    | S     | 20 giugno 2003    | Germania             |
| 13 | Severin Brandt    | P     | 6 febbraio 2004   | Germania             |
| 15 | Ian Schein        | S     | 6 marzo 2005      | Germania             |
| 17 | Leonard Graven    | L     | 22 aprile 2004    | Germania             |
| 18 | Maciej Borris     | C     | 30 settembre 1994 | Polonia              |

## Statistiche

### Statistiche di squadra
| Competizione      | Punti | In casa | In casa | In casa | In trasferta | In trasferta | In trasferta | Totale | Totale | Totale |
| Competizione      | Punti | G       | V       | P       | G            | V            | P            | G      | V      | P      |
| ----------------- | ----- | ------- | ------- | ------- | ------------ | ------------ | ------------ | ------ | ------ | ------ |
| 1. Bundesliga     | 25/26 | 12      | 6       | 6       | 13           | 8            | 5            | 25     | 14     | 11     |
| Coppa di Germania | -     | 1       | 0       | 1       | 1            | 1            | 0            | 2      | 1      | 1      |
| Coppa di Lega     | -     | -       | -       | -       | -            | -            | -            | 3      | 1      | 2      |
| Coppa CEV         | -     | 1       | 0       | 1       | 1            | 1            | 0            | 2      | 1      | 1      |
| Totale            | -     | 14      | 6       | 8       | 15           | 10           | 5            | 32     | 17     | 15     |

G = partite giocate; V = partite vinte; P = partite perse

### Statistiche dei giocatori
| Giocatore      | 1. Bundesliga | 1. Bundesliga | 1. Bundesliga | 1. Bundesliga | 1. Bundesliga | Coppa di Germania | Coppa di Germania | Coppa di Germania | Coppa di Germania | Coppa di Germania | Coppa di Lega | Coppa di Lega | Coppa di Lega | Coppa di Lega | Coppa di Lega | Coppa CEV | Coppa CEV | Coppa CEV | Coppa CEV | Coppa CEV | Totale | Totale | Totale | Totale | Totale |
| Giocatore      | P             | PT            | AV            | MV            | BV            | P                 | PT                | AV                | MV                | BV                | P             | PT            | AV            | MV            | BV            | P         | PT        | AV        | MV        | BV        | P      | PT     | AV     | MV     | BV     |
| -------------- | ------------- | ------------- | ------------- | ------------- | ------------- | ----------------- | ----------------- | ----------------- | ----------------- | ----------------- | ------------- | ------------- | ------------- | ------------- | ------------- | --------- | --------- | --------- | --------- | --------- | ------ | ------ | ------ | ------ | ------ |
| M. Borris      | 22            | 198           | 146           | 45            | 7             | 2                 | 15                | 10                | 3                 | 2                 | 3             | 25            | 21            | 3             | 1             | 2         | 21        | 15        | 5         | 1         | 29     | 259    | 192    | 56     | 11     |
| S. Brandt      | 13            | 2             | 1             | 0             | 1             | 1                 | 0                 | 0                 | 0                 | 0                 | 3             | 1             | 1             | 0             | 0             | 2         | 0         | 0         | 0         | 0         | 19     | 3      | 2      | 0      | 1      |
| N. Engemann    | 7             | 7             | 2             | 5             | 0             | 0                 | 0                 | 0                 | 0                 | 0                 | -             | -             | -             | -             | -             | 0         | 0         | 0         | 0         | 0         | 7      | 7      | 2      | 5      | 0      |
| I. Ferch       | 6             | 22            | 14            | 6             | 2             | 0                 | 0                 | 0                 | 0                 | 0                 | 2             | 3             | 2             | 1             | 0             | 0         | 0         | 0         | 0         | 0         | 8      | 25     | 16     | 7      | 2      |
| L. Graven      | 21            | 0             | 0             | 0             | 0             | 2                 | 0                 | 0                 | 0                 | 0                 | 3             | 0             | 0             | 0             | 0             | 2         | 0         | 0         | 0         | 0         | 28     | 0      | 0      | 0      | 0      |
| A. Hurt        | 22            | 280           | 225           | 35            | 20            | 2                 | 37                | 32                | 1                 | 4                 | 3             | 46            | 31            | 7             | 1             | 2         | 39        | 32        | 6         | 1         | 29     | 402    | 320    | 49     | 26     |
| Đ. Ilić        | 23            | 166           | 100           | 57            | 9             | 2                 | 13                | 10                | 1                 | 2                 | 3             | 32            | 18            | 12            | 2             | 2         | 14        | 6         | 7         | 1         | 30     | 225    | 134    | 77     | 14     |
| J. Kaminski    | 21            | 134           | 115           | 10            | 9             | 2                 | 17                | 13                | 3                 | 1                 | 3             | 19            | 19            | 0             | 0             | 2         | 1         | 0         | 0         | 1         | 28     | 171    | 147    | 13     | 11     |
| J. Sagstetter  | 24            | 144           | 129           | 8             | 7             | 2                 | 11                | 11                | 0                 | 0                 | 3             | 20            | 14            | 2             | 4             | 2         | 26        | 23        | 1         | 2         | 31     | 201    | 177    | 11     | 13     |
| I. Schein      | 0             | 0             | 0             | 0             | 0             | -                 | -                 | -                 | -                 | -                 | -             | -             | -             | -             | -             | -         | -         | -         | -         | -         | 0      | 0      | 0      | 0      | 0      |
| J. Shaw        | 24            | 117           | 76            | 28            | 13            | 2                 | 8                 | 4                 | 2                 | 2                 | 2             | 8             | 3             | 4             | 1             | 2         | 11        | 4         | 4         | 3         | 30     | 144    | 87     | 38     | 19     |
| T. Silva       | 19            | 124           | 97            | 12            | 15            | 1                 | 2                 | 2                 | 0                 | 0                 | 2             | 18            | 16            | 0             | 2             | 0         | 0         | 0         | 0         | 0         | 22     | 144    | 115    | 12     | 17     |
| F. Tille       | 6             | 0             | 0             | 0             | 0             | 1                 | 0                 | 0                 | 0                 | 0                 | -             | -             | -             | -             | -             | 0         | 0         | 0         | 0         | 0         | 7      | 0      | 0      | 0      | 0      |
| S. van Tilburg | 14            | 184           | 164           | 8             | 12            | 1                 | 9                 | 8                 | 1                 | 0                 | 2             | 33            | 33            | 0             | 0             | 2         | 47        | 43        | 4         | 0         | 19     | 273    | 248    | 13     | 12     |
| L. Welsch      | 2             | 0             | 0             | 0             | 0             | -                 | -                 | -                 | -                 | -                 | -             | -             | -             | -             | -             | -         | -         | -         | -         | -         | 2      | 0      | 0      | 0      | 0      |

P = presenze; PT = punti totali; AV = attacchi vincenti; MV = muri vincenti; BV = battute vincenti